# Орлик (ваздухопловна једрилица)
Орлик је високо способна једрилица Стандард класе. Једрилица је једноседа саграђена од дрвета и платна а производила се у Пољској  (Warsztaty Szybowcowe) и Југославији (УТВА) а намењена је спортским такмичењима и тренажи пилота једрилица.

## Пројектовање и развој
Једрилицу Олик је пројектовао пољски инж Антони Коцијан средином тридесетих година двадесетог века као високо способну једрилици. Једрилица је била комбиноване конструкције дрво и платно како је то било уобичајено у то време. Пројектовање ове једрилице се одвијало у три фазе. У првој фази је конструисана једрилица Орлик I са размахом крила 14,4 метара. Ова једрилица је први пут полетела 1937. године. Након испитивања извршена је 1938. године модификација, једрилици је повећан размах крила на 15,4 метара а нова једрилица је добила назив Орлик II. Када су 1938. године  објављени технички захтеви за једноседу једрилицу која ће се користити на међународним такмичењима пре свега на Олимпијским играма 1940. у Хелсинкију. Антони Коцијан је пројектовао Орлик III који је био прилагођена верзије Орлик II условима конкурса. Битни услови конкурса су били:  максимални размах крила од 15 m, максимална тежина празне једрилице 168 kg, аеродинамичке кочнице за ограничење брзине (највећа брзина 200 km/h) и једноставност конструкције. Једрилица Орлик III је у потпуности испунила све ове услове и учествовала је на конкурсу где је рангирана на друго место.

### Технички опис
Орлик је била једрилица дрвене конструкције. Труп јој је био елипсастог облика обложен оплатом од шпера. На кљуну је била смештена пилотска кабина са поклопцем од плексигласа из једног дела. Отварао се на страну а имао је окове који су омогућавали његово лако одбацивање у случају ванредне опасности. Поклопац је био армиран металним уздужним и попречним металним лајснама које су повећале крутост поклопца а тиме и безбедност пилота у једрилици. Једрилица је била опремљена најосновнијим инструментима за дневно летење, а то су: варијометар, компас, висинометар, брзиномер и показивач нагиба. Иза кабине у трупу једрилице се налазила заварена решеткаста конструкција од танкозидих цеви за коју се причвршћавала крила. Уједно ова конструкција је знатно повећала чврстоћу једрилице. Као стајни трап овој једрилици је служио метални клизач причвршћен амортизерима од тврде гуме. На репу једрилице налазила се обична еластична дрљача или дрљача са точкићем.
Форма крила је била благо изломљена (галебова крила), док је облик био трапезаст са заобљеним крајевима. Самоносећа крила су постављена на средини трупа тако да је летилица била класификована као средњокрилни моноплан. Носећа конструкција крила је била дрвена са две рамењаче, са предње стране обложена дрвеном лепенком а задње ивице крила и управљачке површине пресвучене су импрегнираним платном. Контрола брзине се остварује помоћу необичног пара ваздушних кочница смештених на доњој страни крила, непосредно уз предњу ивицу, које се протежу од корена крила до његовог савијања (галебова крила).
Конструкција хоризонталног и вертикалног стабилизатора као и кормила били су изведени као и крило.

### Варијанте једрилица
- Орлик I - Оригинални пројект из 1937. године са размахом крила 14,4 m.
- Орлик II - Оригинални пројект из 1938. године са размахом крила 15,4 m.
- Орлик III - Развој стандардне једрилице за Олимпијаду 1940. године.

## Карактеристике
Карактеристике наведене овде се односе на једрилицу Орлик а према изворима
Техничке и летне карактеристике
| Карактеристике | Орлик I | Орлик II | Орлик III |
| -------------- | --- | --- | --- |
| Финеса         | 1 : 24 при брзини km/h | 1 : 26,5 при брзини 71 km/h | 1 : 26 при брзини 69 km/h |
| Перформансе    | - максимална брзина 220 km/h - минимална брзина 52 km/h - макс. брзина аеро вуче 100 km/h - макс. брзина витла 90 km/h - мин. пропадање 0,72 m/s при брз.62 km/h | - максимална брзина 220 km/h - минимална брзина 52 km/h - макс. брзина аеро вуче 100 km/h - макс. брзина витла 90 km/h - мин. пропадање 0,67 m/s при брз.62 km/h | - максимална брзина 220 km/h - минимална брзина 53 km/h - макс. брзина аеро вуче 100 km/h - макс. брзина витла 90 km/h - мин. пропадање 0,7 m/s при брз. 62 km/h |
| Димензије      | - размах крила 14,4m - дужина 6,0m - висина 1,5m - површина крила 14,16m² - аеропрофил крила IAW - виткост 15 - макс. оптеречење крила; 17,65 kg/m²              | - размах крила 15,4m - дужина 6,27m - висина 1,5m - површина крила 15,10m² - аеропрофил крила IAW - виткост 14,70 - макс. оптеречење крила; 16,8 kg/m²           | - размах крила 15m - дужина 6,3m - висина 1,5m - површина крила 14,80m² - аеропрофил крила - виткост 15,20 - макс. оптеречење крила; 17,7 kg/m²                  |
| Маса           | - сопствена 150 kg - полетна 250 kg - водени баланс; нема | - сопствена 160 kg - полетна 254 kg - водени баланс; нема | - сопствена 168 kg - полетна 263 kg - водени баланс; нема |

## Оперативно коришћење
После учешћа на светском шампионату у једриличарству 1937. године и постигнутих разултата, дошло је 1939. године до договора да Југослованска фирма УТВА на основу откупљене лиценце направи две једрилице овог типа. Производња ових једрилица није завршена због избијања рата па је наставак производње морао да сачека ослобођење. По ослобођењу завршена су ова два прототипа а први пробни летови ове две једрилице су обављени 1-маја .1947. године. да би већ у јуну-јулу исте године учествовале на југословенском савезном слету  једриличара и заузеле пето место.
У Утви је укупно направљено 8 једрилица овог типа, оне су дистрибуиране у аероклубове а даља производња је обустављена јер је почела производња једрилица Ваја које су биле боље једрилице.
Олимпијски одбор за селекцију једрилица за потребе олимпијских игара, који је заседао у Риму фебруара месеца 1939. године, од понуђених две немачке, једне пољске и две италијанске једрилице изабрао немачку DFS-Olympia-Meise а на друго место се пласирала пољска једрилица Орлик III.
Једна једрилица Орлик II је била изложена на Светској изложби у Њујорку 1939. године и после затварања сајма једрилицу је откупило приватно лице од кога га је конфисковала војска када је почео рат за потребе обуке пилота. После рата војска је опет продала једрилицу и са њом је 1948-49. американац Пол Мк Креди поставио светски рекорд висине од 9.600 m (31.500 ft). Једрилица је променила више власника да би га 2011. године тадашњи власник потпуно рестаурирао довео у летно стање и регистровао (N23727) тако да ова једрилица лети као олдтајмер.

## Сачувани примерци
Сем овог олдтајмера који се налази у САД-у, за сада нема података који би указивали на то да се неки од примерака једрилице Олрик чува у неком музеју или приватној колекцији

## Земље које су користиле ову једрилицу
- Пољска
- Југославија
- САД